# Daniel Alfredsson
Daniel Alfredsson (* 11. prosince 1972) je bývalý švédský profesionální hokejista. Nastupoval na pozici útočníka. Je vysoký 181 centimetrů, váží 91 kilogramů.
Daniel Alfredsson zahájil svou profesionální kariéru v roce 1993 v týmu švédské ligy Vastra Frölunda, kde hrál také v době výluky NHL v sezóně 2004–05. V roce 1994 byl draftován jako číslo 133 do týmu Senators, kam přestoupil v roce 1995. V NHL odehrál k dnešnímu dni (12.1.2014) celkem 1 216 utkání, nastřílel 437 gólů a na dalších 701 přihrál. 5. 7. 2013 se jako volný hráč upsal týmu Detroit Red Wings, kde ukončil svoji profesionální kariéru. Je desátým nejproduktivnějším Evropanem v dějinách NHL.
Se švédskou reprezentací získal Daniel Alfredsson zlatou olympijskou medaili v roce 2006 v Turíně, kromě toho je také držitelem dvou stříbrných a dvou bronzových medailí z mistrovství světa.

## Klubové statistiky
| Sezona                 | Klub              | Soutěž            | Základní část | Základní část | Základní část | Základní část | Základní část | Play off | Play off | Play off | Play off | Play off |
| Sezona                 | Klub              | Soutěž            | Z             | G             | A             | B             | TM            | Z        | G        | A        | B        | TM       |
| ---------------------- | ----------------- | ----------------- | ------------- | ------------- | ------------- | ------------- | ------------- | -------- | -------- | -------- | -------- | -------- |
| 1992-93                | Frölunda HC       | Elitserien        | 21            | 1             | 5             | 6             | 8             | —        | —        | —        | —        | —        |
| 1993-94                | Frölunda HC       | Elitserien        | 39            | 20            | 10            | 30            | 18            | 4        | 1        | 1        | 2        | 8        |
| 1994-95                | Frölunda HC       | Elitserien        | 22            | 7             | 11            | 18            | 22            | —        | —        | —        | —        | —        |
| 1995-96                | Ottawa Senators   | NHL               | 82            | 26            | 35            | 61            | 28            | —        | —        | —        | —        | —        |
| 1996-97                | Ottawa Senators   | NHL               | 76            | 24            | 47            | 71            | 30            | 7        | 5        | 2        | 7        | 6        |
| 1997-98                | Ottawa Senators   | NHL               | 55            | 17            | 28            | 45            | 18            | 11       | 7        | 2        | 9        | 20       |
| 1998-99                | Ottawa Senators   | NHL               | 58            | 11            | 22            | 33            | 14            | 4        | 1        | 2        | 3        | 4        |
| 1999-00                | Ottawa Senators   | NHL               | 57            | 21            | 38            | 59            | 28            | 6        | 1        | 3        | 4        | 2        |
| 2000-01                | Ottawa Senators   | NHL               | 68            | 24            | 46            | 70            | 30            | 4        | 1        | 0        | 1        | 2        |
| 2001-02                | Ottawa Senators   | NHL               | 78            | 37            | 34            | 71            | 45            | 12       | 7        | 6        | 13       | 4        |
| 2002-03                | Ottawa Senators   | NHL               | 78            | 27            | 51            | 78            | 42            | 18       | 4        | 4        | 8        | 12       |
| 2003-04                | Ottawa Senators   | NHL               | 77            | 32            | 48            | 80            | 24            | 7        | 1        | 2        | 3        | 2        |
| 2004-05                | Frölunda HC       | Elitserien        | 15            | 8             | 9             | 17            | 10            | 14       | 12       | 6        | 18       | 8        |
| 2005-06                | Ottawa Senators   | NHL               | 77            | 43            | 60            | 103           | 50            | 10       | 2        | 8        | 10       | 4        |
| 2006-07                | Ottawa Senators   | NHL               | 77            | 29            | 58            | 87            | 42            | 20       | 14       | 8        | 22       | 10       |
| 2007-08                | Ottawa Senators   | NHL               | 70            | 40            | 49            | 89            | 34            | 2        | 0        | 0        | 0        | 0        |
| 2008-09                | Ottawa Senators   | NHL               | 79            | 24            | 50            | 74            | 24            | —        | —        | —        | —        | —        |
| 2009-10                | Ottawa Senators   | NHL               | 70            | 20            | 51            | 71            | 22            | 6        | 2        | 6        | 8        | 2        |
| 2010-11                | Ottawa Senators   | NHL               | 54            | 14            | 17            | 31            | 18            | —        | —        | —        | —        | —        |
| 2011-12                | Ottawa Senators   | NHL               | 75            | 27            | 32            | 59            | 18            | 4        | 2        | 0        | 2        | 0        |
| 2012-13                | Ottawa Senators   | NHL               | 47            | 10            | 16            | 26            | 33            | 10       | 4        | 6        | 10       | 6        |
| 2013-14                | Detroit Red Wings | NHL               | 68            | 18            | 31            | 49            | 10            | 3        | 0        | 0        | 0        | 2        |
| NHL celkem             | NHL celkem        | NHL celkem        | 1246          | 444           | 713           | 1157          | 510           | 124      | 51       | 49       | 100      | 76       |
| Elitserien celkem      | Elitserien celkem | Elitserien celkem | 97            | 36            | 35            | 71            | 58            | 18       | 13       | 7        | 20       | 16       |
| Konec hokejové kariéry |                   |                   |               |               |               |               |               |          |          |          |          |          |